# Triacanthodes
Genre
Synonymes
- Triacanthoides

Triacanthodes est un genre de poissons tetraodontiformes de la famille des Triacanthodidae (la plupart des tetraodontiformes sont des poissons marins qui vivent à l'intérieur et autour des récifs coralliens).

## Liste des espèces
Selon World Register of Marine Species (28 mai 2016), FishBase (28 mai 2016) et ITIS (28 mai 2016) :
- Triacanthodes anomalus (Temminck & Schlegel, 1850)
- Triacanthodes ethiops Alcock, 1894
- Triacanthodes indicus Matsuura, 1982
- Triacanthodes intermedius Matsuura & Fourmanoir, 1984